# Indicazione geografica tipica
Indicazione geografica tipica, w skrócie IGT, jest używaną we Włoszech klasą wina, pomyślaną jako odpowiednik francuskiego vin de pays (wina regionalnego). Oznaczenie zostało wprowadzone ustawą nr 164 z 10 lutego 1992.
Wina IGT są oznaczane na etykiecie regionem pochodzenia i, opcjonalnie odmianą winogron. Przepisy dopuszczają, że nie więcej niż 15% winogron może pochodzić z innego regionu niż wskazany, a wino może być sprzedawane w zbiornikach i butelkowane poza regionem.
W skali jakości wina IGT mieszczą się między winem stołowym (vino da tavola) i winami klasy denominazione di origine controllata (DOC). Nie jest to jednak regułą. Niektóre bardzo dobre wina z uznanych regionów są sprzedawane jako IGT, np. jeśli zawierają odmiany, które nie są wymieniane w tradycyjnych przepisach lokalnych DOC czy DOCG.
We francuskojęzycznej części doliny Aosty prawo dopuszcza używanie także określenia vin de pays zamiast indicazione geografica tipica. Analogiczna zasada obowiązuje w niemieckojęzycznej części Włoch, w Tyrolu Południowym, gdzie można używać oznaczenia Landwein.
W związku z nowymi wytycznymi Unii Europejskiej określenie IGT będzie zastąpione przez IGP (indicazione geografica protetta)